# François II de Beauharnais
Pour les articles homonymes, voir François de Beauharnais et Maison de Beauharnais.
François II de Beauharnais (décédé le 20 octobre 1651), seigneur de La Grillière, de Villechauve et de Luxon, est un magistrat français de l'Ancien Régime.
Il fut premier président au Présidial d'Orléans (1598), lieutenant général au bailliage, député au Tiers état lors des États généraux de 1614. Il fut conseiller du Roi dans ses conseils d'État et des Finances, et du conseil Privé, à partir du 20 septembre 1616.

## Famille
François II de Beauharnais est le fils de François Ier de Beauharnais, seigneur de Miramion, et de Madeleine Bourdineau. Il épouse Anne Brachet, elle-même fille d'Antoine Brachet et de Jeanne Jamet.
De cette union naissent sept enfants parmi lesquels :
- François III de Beauharnais ;
- Jacques, directeur des fortifications de Lérida, tué au siège de Casal (1640) ;
- Guillaume, servant dans la Marine royale ;
- Jean († 1661), seigneur de La Boische et de La Chaussée, secrétaire à la Chambre du Roi, puis Gentilhomme de la Chambre, et chevalier de l'ordre de Saint-Michel, marié avec Marie Mallet (3 enfants) ;
- Michel, docteur en Sorbonne et aumônier de Gaston d'Orléans ;
- Anne, mariée le 27 février 1628 à Nicolas Thoynard, conseiller du Roi et Président  au Présidial d'Orléans ;
- Madeleine, mariée le 7 juillet 1641 à Claude Le Gloux (†1651), conseiller du Roi, Trésorier de France et Général des finances de la généralité de Soissons.

## Source
- Dictionnaire de la noblesse, tome XV, p.42, par Françc̜ois Alexandre Aubert de La Chesnaye-Desbois.